# Jennifer Jason Leigh
Jennifer Lee Morrow (Hollywood, 5 de febrero de 1962), más conocida como Jennifer Jason Leigh, es una actriz estadounidense. Ha trabajado especialmente en el cine independiente con directores como Amy Heckerling, Robert Altman, Barbet Schroeder, Jane Campion, Charlie Kaufman, Todd Solondz, Quentin Tarantino o los Hermanos Coen. También fue dirigida por Stanley Kubrick pero Leigh acabó abandonando el rodaje de Eyes Wide Shut.
La actriz se ha hecho un hueco en la industria a pesar de su alergia a los compromisos sociales, pues rara vez acude a eventos u ofrece entrevistas. Algunas de sus actuaciones más destacables fueron en películas como Mujer blanca soltera busca, La señora Parker y el círculo vicioso, Georgia, Eclipse total o Los odiosos ocho, por la que logró su primera nominación a los Premios Oscar y la segunda a los Globos de Oro, además de otras muchas.

## Biografía

### Primeros años
Jennifer es hija del actor Vic Morrow, y Barbara Turner, guionista entre otros de obras como Pollock. Sus padres eran de creencia judía aunque desde una edad temprana Jennifer dejó de practicar esta religión. Del mismo modo, introdujo en su nombre artístico el de "Jason" en honor de un amigo de la familia, el actor Jason Robards.
A los 14 años empezó a estudiar en el colegio de interpretación de Lee Strasberg antes de ser miembro del Sindicato de Actores estadounidense por su intervención en la serie de televisión Baretta cuando tenía tan solo 16 años. Después de esta aparición, llegaron más intervenciones en otros telefilmes, aunque destacaría, sobre todas ellas, la interpretación que Jennifer realiza de una chica con problemas de anorexia en The Best Little Girl in the World, y por la cual tuvo que interpretar el papel bajo supervisión médica. Jason Leigh realizaría su debut en el cine en Los ojos de un extraño. 
En 1982 apareció como protagonista en la comedia Fast Times at Ridgemont High, dirigida por Amy Heckerling y basada en un libro de Cameron Crowe. Esta película sería una plataforma de grandes estrellas del cine de los siguientes años como Sean Penn, Judge Reinhold, Phoebe Cates, Forest Whitaker, Eric Stoltz, Anthony Edwards o Nicolas Cage.
Ese año participaría también en Objeto mortal, título dirigido por Richard Brooks. Esta etapa llegó a su fin en 1982 cuando su padre, Vic Morrow, falleció en un accidente mientras estaba rodando Twilight Zone: The Movie.

### Carrera
Ya en su época de madurez interpretativa, Leigh optó por personajes débiles y vulnerables. Una de sus principales interpretaciones fue la de la princesa raptada y violada por unos mercenarios en la aventura medieval de Paul Verhoeven Flesh and Blood (Los señores del acero) (1985), la de la inocente camarera que sería brutalmente despedazada en The Hitcher (Carretera al infierno) (1986), o la de la joven engañada que entra a trabajar en un burdel en Corazón de medianoche (1989).
No sería sino hasta 1990 cuando Leigh daría un cambio radical a su carrera, optando por papeles más duros y marcados. Primero sería la autodestructiva Tralala en Last exit to Brooklyn, interpretación que le valió un doble galardón a la mejor actriz de reparto conseguido por el New York Film Critics Circle y por el Boston Society of Film Critics. Poco después interpretaría a otra prostituta en Miami Blues, que también le valió el reconocimiento unánime de público y crítica.
Y es que Leigh es conocida, en esa época, por el amplísimo método que aplica para la interpretación de sus personajes, método que consistía en escribir diarios y en escuchar las grabaciones que hacía ella misma de las voces de los papeles que ensaya. En aquellos tiempos, Leigh entrevistaba a psiquiatras, enfermos mentales, drogadictos, sobrevivientes de malos tratos, prostitutas y trabajadoras de líneas eróticas, todo con el fin de elaborar sus papeles. 
El siguiente papel que realizaría sería la de una investigadora secreta que se convierte en una drogadicta para destapar una trama de narcotraficantes en Hasta el límite (1991). Pero sin duda la interpretación que todo el mundo recordará de Leigh sería la de la obsesiva y psicópata mujer de Single White Female (1992), al lado de Bridget Fonda, y posteriormente tuvo la oportunidad de trabajar junto a Tim Robbins en la producción de los hermanos Coen The Hudsucker Proxy (1994), además de ganar numerosos premios de la crítica por su reencarnación de la escritora y poetisa Dorothy Parker en la producción de Alan Rudolph La señora Parker y el círculo vicioso (1994). Esta interpretación le valió no sólo la nominación a los Globos de Oro como mejor actriz, sino también los premios de la National Society of Film Critics, la Chicago Film Critics Association y la Fort Lauderdale Film Critics.
Después de este papel, llegarían las interpretaciones de Sadie Flood en Georgia (1995), papel por el que volvió a conseguir el premio a la mejor actriz del New York Film Critics Circle y del Montreal World Film Festival, aunque los Oscar seguían ignorándola. 
Otros memorables papeles de esta época son el de un ama de casa teleoperadora de sexo en Vidas cruzadas (1993), la hija de la atormentada Kathy Bates en Dolores Claiborne (1995), una raptadora en Kansas City, una dama decimonónica en Washington Square (1997), y la futurista eXistenZ (1999).
Por otro lado, también son conocidos los papeles que Leigh rechazó. Se destacan Sexo, mentiras y cintas de vídeo (1989), Pretty Woman (1990), Solteros (1992), A League of Their Own (1992), The Stendhal Syndrome (1996), Boogie Nights (1997) y The Brown Bunny (2003), e incluso estuvo a punto de interpretar a Sarah Connor en Terminator (1984) al perder frente a Debra Winger, antes de que se lo dieran a Linda Hamilton o Clarice Starling en Hannibal (2001). También fue una de las actrices escogidas por Jane Campion para El Piano (1993), pero se encontraba rodando en ese momento Hasta el límite y tuvo que rechazar el papel, así como el que Cynthia Watros interpreta en la serie de televisión Lost (). Otra gran oportunidad que se le escapó fue la de hacer un papel secundario en la producción de Stanley Kubrick Eyes Wide Shut, donde la falta de disponibilidad para rodar nuevas escenas determinó su salida del rodaje.
En 2001 Leigh uniría sus fuerzas con el actor británico Alan Cumming para escribir, producir y dirigir un filme juntos donde aparecieran amigos de la actriz como Kevin Kline, Phoebe Cates, Gwyneth Paltrow, Jennifer Beals, John C. Reilly o Parker Posey. El resultado fue The Anniversary Party, una comedia muy bien aceptada por el público por la que recibieron una mención especial en el National Board of Review. Posteriormente, Leigh apareció como secundaria en películas importantes como Camino a la perdición (2002), junto a Tom Hanks y Paul Newman, En carne viva (2003), junto a Meg Ryan, el El maquinista (2004), con Christian Bale y The Jacket (2005), con Adrien Brody.
En 2005, Leigh contrajo matrimonio con el director de cine independiente Noah Baumbach y, a partir de entonces, también establecerían una relación profesional que se materializaría con Margot at the Wedding (2007), donde su personaje se opondría interpretativamente a los de Nicole Kidman y Jack Black, y Greenberg (2010), en la que también participó en el guion. La protagonista de la película fue Greta Gerwig, la que poco tiempo después se convertiría en la razón de la disolución del matrimonio. Aún hoy en día, la relación entre Baumbach y Gerwig continúa. A ese agrio momento personal, a la actriz se le sumó la escasez en el terreno laboral y permaneció varios años alejada del cine, hasta que Quentin Tarantino le ofreció el personaje femenino en su nueva película: Los odiosos ocho, junto a Kurt Russell y Samuel L. Jackson.
Su interpretación de Daisy Domergue, una peligrosa fugitiva convertida en prisionera a manos de un despiadado cazarrecompensas fue alabada de forma unánime, por encima del resto del elenco, hasta tal punto que Jennifer obtuvo, tras treinta años de carrera, su primera nominación a los Premios Oscar y la segunda a los Globos de oro. A partir de aquel momento, recobró el prestigio perdido y comenzó un nuevo período en el que regresó al cine de la mano de proyectos de distintos género: desde el político con A la sombra de Kennedy (2016) hasta el policiaco con White Boy Rick (2018), pasando por el terror fantástico en Good Time (2017) y Aniquilación (2018), siempre como la estrella secundaria.
También aprovechó para coquetear con la televisión. Interpretó a la madre de un niño autista en Atypical a lo largo de cuatro temporadas y realizó papeles secundarios en Twin Peaks: el regreso (2017) y Patrick Melrose (2018). Con la llegada de la nueva década, Jason Leigh dejó de coquetear con la televisión para comprometerse con ella como secundaria de lujo en producciones como la miniserie Lisey's Story (2021), basada en la novela de Stephen King y en la que se hermanó con Julianne Moore y Joan Allen, se incorporó a la segunda y última temporada de Hunters (2023), enfrentándose a los nazis y a Al Pacino y, para finales del mismo año, fue una de las caras visibles de la quinta temporada de Fargo, junto a Juno Temple y Jon Hamm, que le valió halagos de crítica y público.
En 2025 interpretó a la despreocupada madre de Vanessa Kirby en el thriller La noche siempre llega, dirigido por Benjamin Caron para Netflix. Actualmente, tiene una película en posproducción titulada Crime 101, para MGM, escrita y dirigida por Bart Layton en la que formará reparto con Chris Hemsworth, Mark Ruffalo, Barry Keoghan, Halle Berry y Nick Nolte, así como la nueva serie de los Hermanos Duffer, creadores de Stranger Things, Something Very Bad Is Something to Happen, prevista para estrenarse en Netflix el próximo invierno.

## Vida personal
Conoció al director de cine independiente Noah Baumbach en 2001 mientras protagonizaba la obra de Broadway, Proof. Se casaron el 2 de septiembre de 2005. Su hijo Rohmer nació el 17 de marzo de 2010. Leigh le pidió el divorcio el 15 de noviembre de 2010, en Los Ángeles, citando diferencias irreconciliables. El divorcio fue finalizado en septiembre de 2013.

## Filmografía

### Cine
| Año  | Título                                 | Personaje                  | Director                  |
| ---- | -------------------------------------- | -------------------------- | ------------------------- |
| 1981 | Los ojos de un extraño                 | Tracy Harris               | Ken Wiederhorn            |
| 1982 | Objetivo mortal                        | Niña                       | Richard Brooks            |
| 1982 | Aquel excitante curso                  | Stacy Hamilton             | Amy Heckerling            |
| 1983 | Quién tiene una suegra tiene un tesoro | Allison Capuletti          | James Signorelli          |
| 1984 | El desafío americano                   | Candy Webster              | Randal Kleiser            |
| 1985 | Los señores del acero                  | Agnes                      | Paul Verhoeven            |
| 1986 | Carretera al infierno                  | Nash                       | Robert Harmon             |
| 1986 | Secretos indiscretos                   | Teensy                     | Peter Medak               |
| 1987 | Sister, sister                         | Lucy Bonnard               | Bill Condon               |
| 1987 | Unos policías violentos                | Tanille Laroux             | John Stockwell            |
| 1988 | Corazón de medianoche                  | Carol Rivers               | Matthew Chapman           |
| 1989 | The Big Picture                        | Lydia Johnson              | Christopher Guest         |
| 1989 | Última salida, Brooklyn                | Tralala                    | Uli Edel                  |
| 1990 | Miami Blues                            | Sussie Waggoner            | George Armitage           |
| 1991 | Llamaradas                             | Jennifer Vaitkus           | Ron Howard                |
| 1991 | Crooked Hearts                         | Marriet Hoffman            | Michael Bortman           |
| 1991 | Hasta el límite                        | Kristen Cates              | Lili Fini Zanuck          |
| 1992 | Mujer blanca soltera busca             | Hedy Carlson / Ellen Besch | Barbet Schroeder          |
| 1993 | Vidas cruzadas                         | Lois Kaiser                | Robert Altman             |
| 1994 | The Hudsucker Proxy                    | Amy Archer                 | Hermanos Coen             |
| 1994 | La señora Parker y el círculo vicioso  | Dorothy Parker             | Alan Rudolph              |
| 1995 | Eclipse total                          | Selena St. George          | Taylor Hackford           |
| 1995 | Georgia                                | Sadie Flood                | Ulu Grosbard              |
| 1996 | Abuso a la inocencia                   | Anney                      | Anjelica Huston           |
| 1996 | Kansas City                            | Blondie O'Hara             | Robert Altman             |
| 1997 | Washington Square                      | Catherine Sloper           | Agnieszka Holland         |
| 1997 | Heredarás la tierra                    | Caroline Cook              | Jocelyn Moorhouse         |
| 1999 | eXistenZ                               | Allegra Geller             | David Cronenberg          |
| 2000 | El rey está vivo                       | Gina                       | Kristian Levring          |
| 2000 | Sueños de adolescente                  | Lydia Callahan             | Tamra Davis               |
| 2001 | The Anniversary Party                  | Sally Therrian             | Alan Cumming y ella misma |
| 2001 | The Quickie                            | Lisa                       | Serguéi Bodrov            |
| 2002 | Camino a la perdición                  | Annie Sullivan             | Sam Mendes                |
| 2003 | En carne viva                          | Pauline                    | Jane Campion              |
| 2004 | El maquinista                          | Stevie                     | Brad Anderson             |
| 2004 | Palíndromos                            | Mark Aviva                 | Todd Solondz              |
| 2004 | Childstar                              | Suzanne                    | Don McKellar              |
| 2005 | The Jacket                             | Dra. Beth Lorenson         | John Maybury              |
| 2007 | Margot y la boda                       | Pauline                    | Noah Baumbach             |
| 2008 | Synecdoche, New York                   | Maria                      | Charlie Kaufman           |
| 2010 | Greenberg                              | Beth                       | Noah Baumbach             |
| 2013 | Amores asesinos                        | Naomi Ginsberg             | John Krokidas             |
| 2013 | Aquí y ahora                           | Sara                       | James Ponsoldt            |
| 2013 | The Moment                             | Lee                        | Jane Weinstock            |
| 2013 | Hateship Loveship                      | Chloe                      | Liza Johnson              |
| 2013 | Jake Squared                           | Sheryl                     | Howard Goldberg           |
| 2014 | Alex of Venice                         | Maureen                    | Chris Messina             |
| 2014 | Bienvenidos a mi mundo                 | Deb Moseley                | Shira Piven               |
| 2014 | Me                                     | Kelly                      | Jefery Levy               |
| 2015 | Anomalisa                              | Lisa Hesselman (voz)       | Charlie Kaufman           |
| 2015 | Los odiosos ocho                       | Daisy Domergue             | Quentin Tarantino         |
| 2016 | Morgan                                 | Kathy Grieff               | Luke Scott                |
| 2016 | A la sombra de Kennedy                 | Lady Bird Johnson          | Rob Reiner                |
| 2017 | Good Time                              | Corey Ellman               | Hermanos Safdie           |
| 2017 | Amityville: el despertar               | Joan Walker                | Franck Khalfoun           |
| 2018 | Aniquilación                           | Dra. Ventress              | Alex Garland              |
| 2018 | White Boy Rick                         | Agente Alex Snyder         | Yann Demange              |
| 2020 | Possessor                              | Girder                     | Brandon Cronenberg        |
| 2021 | La mujer en la ventana                 | Jane Russell               | Joe Wright                |
| 2021 | Disomnia                               | Dra. Murphy                | Mark Raso                 |
| 2022 | Los caminos del sexo                   | Marilyn                    | Lena Dunham               |
| 2024 | Poolman                                | Susan Kerkovich            | Chris Pine                |
| 2025 | La noche siempre llega                 | Doreen                     | Benjamin Caron            |
| 2026 | Crime 101                              | TBA                        | Bart Layton               |

### Televisión
| Año       | Título                                | Rol                | Episodios                |
| --------- | ------------------------------------- | ------------------ | ------------------------ |
| 1980      | Campo infernal                        | Kristy Teeter      | Película para televisión |
| 1981      | La muerte de Randy Webster            | Amy Wheeler        | Película para televisión |
| 1981      | Una hija casi perfecta                | Casey Powell       | Película para televisión |
| 1982      | La primera vez                        | Bonnie Dillon      | Película para televisión |
| 1983      | La muerte conduce a Osaka             | Carol Heath        | Película para televisión |
| 1986      | Picnic                                | Madge Owens        | Película para televisión |
| 1990      | Partners in Life                      | Blossom            | Película para televisión |
| 1990      | Enterrado vivo                        | Joanna Goodman     | Película para televisión |
| 1998      | La carta de amor                      | Elizabeth Whitcomb | Película para televisión |
| 1998      | La guerra del Golfo                   | Teri Small         | Película para televisión |
| 2002      | Cruzados                              | Karla Faye Tucker  | Película para televisión |
| 2009-2012 | Weeds                                 | Jill Price-Gay     | 16 episodios             |
| 2012      | Revenge                               | Karla Faye Tucker  | 7 episodios              |
| 2017-2021 | Atypical                              | Elsa Gardner       | 38 episodios             |
| 2017      | Twin Peaks: el regreso                | Chantal Hutchens   | 6 episodios              |
| 2018      | Patrick Melrose                       | Eleanor Melrose    | 4 episodios              |
| 2019      | The Affair                            | Adeline            | 2 episodios              |
| 2021      | La historia de Lisey                  | Darla Debusher     | 8 episodios              |
| 2023      | Hunters                               | Chava Apfelbaum    | 6 episodios              |
| 2023      | Fargo                                 | Lorraine Lyon      | 9 episodios              |
| TBA       | Something Very Bad Is Going to Happen | TBA                | TBA                      |

## Premios y nominaciones

### Premios Óscar
| Año  | Categoría               | Trabajo          | Resultado |
| ---- | ----------------------- | ---------------- | --------- |
| 2016 | Mejor actriz de reparto | Los odiosos ocho | Nominada  |

### Premios Globos de Oro
| Año  | Categoría               | Trabajo                               | Resultado |
| ---- | ----------------------- | ------------------------------------- | --------- |
| 1994 | Mejor actriz - Drama    | La señora Parker y el círculo vicioso | Nominada  |
| 2015 | Mejor actriz de reparto | Los odiosos ocho                      | Nominada  |

### Premios BAFTA
| Año  | Categoría               | Trabajo          | Resultado |
| ---- | ----------------------- | ---------------- | --------- |
| 2015 | Mejor actriz de reparto | Los odiosos ocho | Nominada  |

### Premios de la Crítica Cinematográfica
| Año  | Categoría               | Trabajo          | Resultado |
| ---- | ----------------------- | ---------------- | --------- |
| 2015 | Mejor actriz de reparto | Los odiosos ocho | Nominada  |

### Premios Saturn
| Año  | Categoría                            | Trabajo           | Resultado |
| ---- | ------------------------------------ | ----------------- | --------- |
| 1995 | Mejor actriz de reparto              | Dolores Claiborne | Nominada  |
| 2024 | Mejor actriz de reparto - Televisión | Fargo             | Pendiente |

### Premios Satellite
| Año  | Categoría                            | Trabajo                      | Resultado |
| ---- | ------------------------------------ | ---------------------------- | --------- |
| 1998 | Mejor actriz - Televisión            | Thanks for a Grateful Nation | Nominada  |
| 2018 | Mejor actriz de reparto - Televisión | Patrick Melrose              | Nominada  |
| 2021 | Mejor actriz - Televisión            | Atypical                     | Nominada  |

### Premios Independent Spirit
| Año  | Categoría               | Trabajo                               | Resultado |
| ---- | ----------------------- | ------------------------------------- | --------- |
| 1994 | Mejor actriz            | La señora Parker y el círculo vicioso | Nominada  |
| 1995 | Mejor actriz            | Georgia                               | Nominada  |
| 2007 | Mejor actriz de reparto | Margot y la boda                      | Nominada  |
| 2015 | Mejor actriz de reparto | Anomalisa                             | Nominada  |

| Año  | Trabajo               | Categoría               | Premio                        | Resultado |
| ---- | --------------------- | ----------------------- | ----------------------------- | --------- |
| 1995 | Georgia               | Mejor actriz            | New York Film Critics Circle  | Ganadora  |
| 2007 | Margot at the Wedding | Mejor actriz de reparto | Chicago Film Critics          | Nominada  |
| 2015 | Anomalisa             | Mejor actriz de reparto | Chicago Film Critics          | Nominada  |
| 2015 | The Hateful Eight     | Mejor actriz de reparto | National Board of Review      | Ganadora  |
| 2015 | The Hateful Eight     | Mejor actriz de reparto | San Diego Film Critics        | Ganadora  |
| 2015 | The Hateful Eight     | Mejor actriz de reparto | Chicago Film Critics          | Nominada  |
| 2015 | The Hateful Eight     | Mejor actriz de reparto | Florida Film Critics          | Nominada  |
| 2015 | The Hateful Eight     | Mejor actriz de reparto | Houston Film Critics          | Nominada  |
| 2015 | The Hateful Eight     | Mejor actriz de reparto | Austin Film Critics           | Nominada  |
| 2015 | The Hateful Eight     | Mejor actriz de reparto | Vancouver Film Critics        | Nominada  |
| 2015 | The Hateful Eight     | Mejor actriz de reparto | St. Louis Film Critics        | Nominada  |
| 2015 | The Hateful Eight     | Mejor actriz de reparto | Las Vegas Film Critics        | Nominada  |
| 2015 | The Hateful Eight     | Mejor actriz de reparto | Washington D. C. Film Critics | Nominada  |

### Festival de Tokio
| Año  | Categoría    | Película          | Resultado |
| ---- | ------------ | ----------------- | --------- |
| 2000 | Mejor actriz | The King Is Alive | Ganadora  |